# Vilamorell
Vilamorell – miejscowość w Hiszpanii, w Katalonii, w prowincji Girona, w comarce Alt Empordà, w gminie Borrassà.
Według danych INE z 2005 roku miejscowość zamieszkiwały 33 osoby.